# Département Gironde
Das Département de la Gironde [ʒiʁɔ̃d] (okzitanisch Gironda [dʒiˈɾundo]) ist das französische Département mit der Ordnungsnummer 33. Es liegt im Südwesten des Landes in der Region Nouvelle-Aquitaine und ist nach dem Ästuar Gironde, das im Département durch den Zusammenfluss der Dordogne und der Garonne entsteht, benannt.

## Geographie
Das Département liegt im Westen der Region Nouvelle-Aquitaine und bildet mit einer Fläche von 9975 km² das zweitgrößte französische Département nach Französisch-Guyana. Die West-Ost-Ausdehnung beträgt 120 Kilometer und die Nord-Süd-Ausdehnung 170 Kilometer.
Das Département grenzt im Westen an den Atlantischen Ozean, im Norden an das Mündungsgebiet der Gironde sowie an das Département Charente-Maritime. Im Osten grenzt es an das Département Dordogne, im Südosten an das Département Lot-et-Garonne und im Süden an das Département Landes.
Bedeutendste Flüsse sind die Dordogne, die das Département von Osten aus durchquert, und die aus südöstlicher Richtung fließende Garonne. Beide Gewässer vereinigen sich hinter der Hauptstadt Bordeaux zur Gironde. Die Atlantikküste ist geprägt durch die Trichtermündung der Gironde im Norden, die nur wenige Kilometer landeinwärts liegenden Seen von Hourtin-Carcans und Lacanau, die Bucht von Arcachon im Süden, sowie die südlich von deren Meeresöffnung liegende Wanderdüne von Pilat. Der nördliche Teil des Küstengebietes im Dreieck zwischen Gironde-Mündung, Bucht von Arcachon und Bordeaux bildet die Halbinsel Médoc. Im Westen des Départements erstrecken sich die Kiefernwälder der Landes de Gascogne.

## Wappen
Beschreibung: Unter einem roten Schildhaupt mit einem goldenen laufenden hersehenden blaubewehrten und -gezungten Löwen ist eine achtfache blau-silberne Ständerung.

## Geschichte
Das Département wurde während der Französischen Revolution, am 4. März 1790 aus Teilen der damaligen Provinzen Guyenne und Gascogne (hauptsächlich dem Bordelais und dem Westteil des Bazadais) gebildet. Es untergliederte sich in sieben Distrikte (französisch district), die Vorläufer der Arrondissements: Bazas, Blaye, Bordeaux, Cadillac, Lesparre, Libourne und La Reole. Das Département und die Distrikte untergliederten sich in Kantone und zählten 1791 ca. 490.000 [?] Einwohner. Hauptstadt war bereits Bordeaux.
Von Juni 1793 bis 14. April 1795 nannte sich das Département Bec-d’Ambès.
Die Arrondissements wurden am 17. Februar 1800 errichtet. Es waren Bazas, Blaye, Bordeaux, Lesparre, Libourne und La Reole.
Am 10. September 1926 wurde Bazas durch Langon ersetzt und die Arrondissements Lesparre (zu Bordeaux) und La Reole (zu Langon) aufgelöst.
Im Zweiten Weltkrieg war das Département nach dem Waffenstillstand von Compiègne während der ersten Jahre der deutschen Besetzung Frankreichs von der für Menschen und Waren nur mit Genehmigung passierbaren Demarkationslinie zwischen der besetzten und der „freien“ Zone durchtrennt. Am 1. Juni 1942 wurde das Arrondissement Lesparre-Médoc erneut errichtet. Ab 1944 unterhielt die deutsche Kriegsmarine in Gironde-Nord ein  Marinelazarett, das zum Festungslazarett ausgebaut wurde.
Zum 1. Januar 2007 wurde das Arrondissement Arcachon mit vier aus dem Arrondissement Bordeaux ausgegliederten Kantonen neu gebildet.
Es gehörte von 1960 bis 2015 der Region Aquitanien an, die 2016 in der Region Nouvelle Aquitaine aufging.

## Städte
Die bevölkerungsreichsten Gemeinden des Départements Gironde sind:
| Stadt                  | Einwohner (2022) | Arrondissement |
| ---------------------- | ---------------- | -------------- |
| Bordeaux               | 265.328          | Bordeaux       |
| Mérignac               | 77.136           | Bordeaux       |
| Pessac                 | 66.874           | Bordeaux       |
| Talence                | 45.869           | Bordeaux       |
| Villenave-d’Ornon      | 42.185           | Bordeaux       |
| Saint-Médard-en-Jalles | 32.749           | Bordeaux       |
| Bègles                 | 30.968           | Bordeaux       |
| La Teste-de-Buch       | 27.141           | Arcachon       |
| Gradignan              | 26.186           | Bordeaux       |
| Libourne               | 24.668           | Libourne       |

## Verwaltungsgliederung

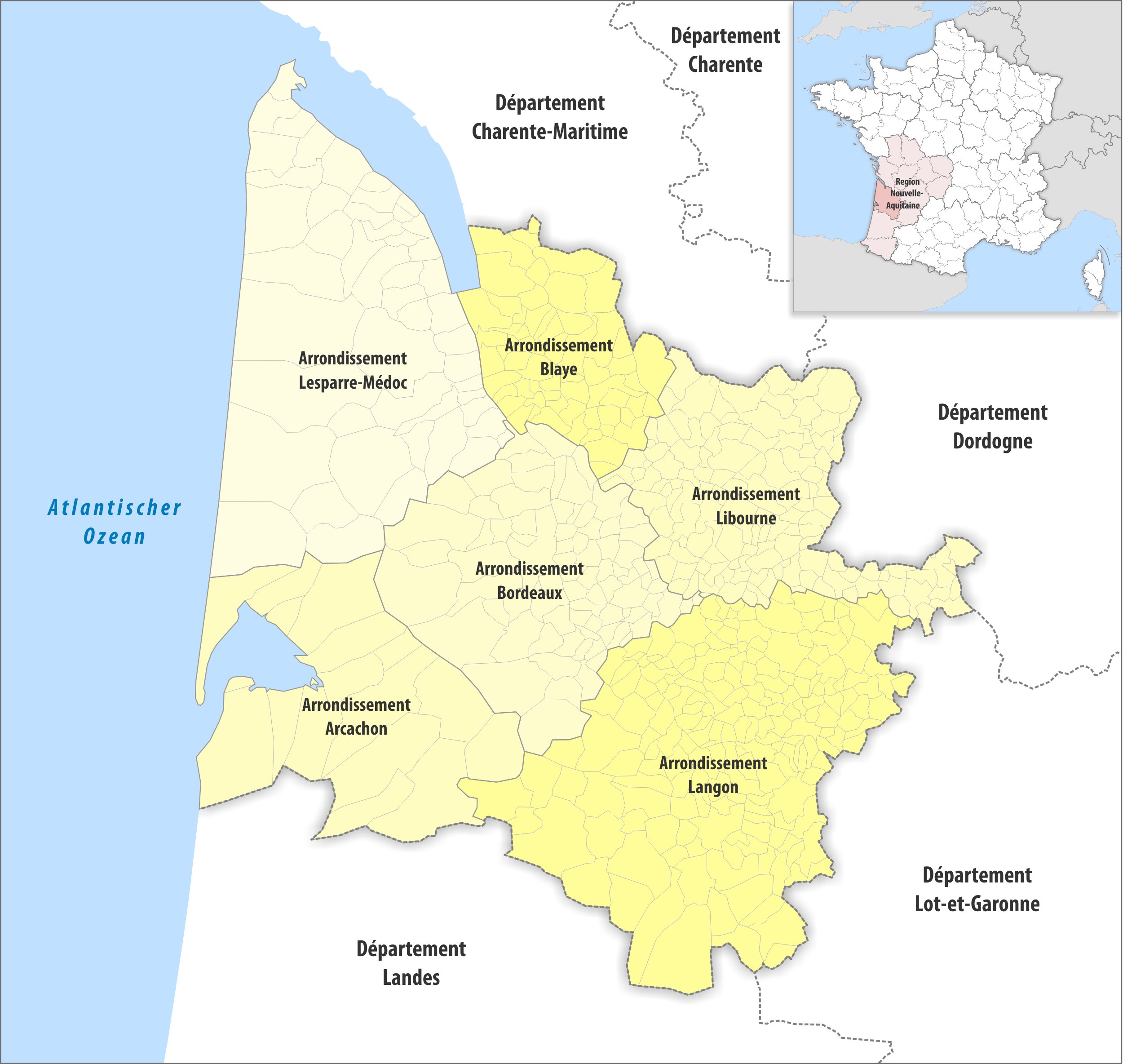
Gemeinden und Arrondissemente im Département Gironde

Das Département Gironde gliedert sich in 6 Arrondissements, 33 Kantone und 534 Gemeinden:
| Arrondissement      | Kantone | Gemeinden | Einwohner 1. Januar 2022 | Fläche km² | Dichte Einw./km² | Code INSEE |
| ------------------- | ------- | --------- | ------------------------ | ---------- | ---------------- | ---------- |
| Arcachon            | 4       | 17        | 165.013                  | 1.469,79   | 112              | 336        |
| Blaye               | 2       | 62        | 95.753                   | 781,86     | 122              | 331        |
| Bordeaux            | 21      | 82        | 1.027.237                | 1.521,72   | 675              | 332        |
| Langon              | 4       | 195       | 134.929                  | 2.643,59   | 51               | 333        |
| Lesparre-Médoc      | 2       | 49        | 95.101                   | 2.273,90   | 42               | 334        |
| Libourne            | 5       | 129       | 156.947                  | 1.282,87   | 122              | 335        |
| Département Gironde | 33      | 534       | 1.674.980                | 9.973,73   | 168              | 33         |

Siehe auch:
- Liste der Gemeinden im Département Gironde
- Liste der Kantone im Département Gironde
- Liste der Gemeindeverbände im Département Gironde

## Klima

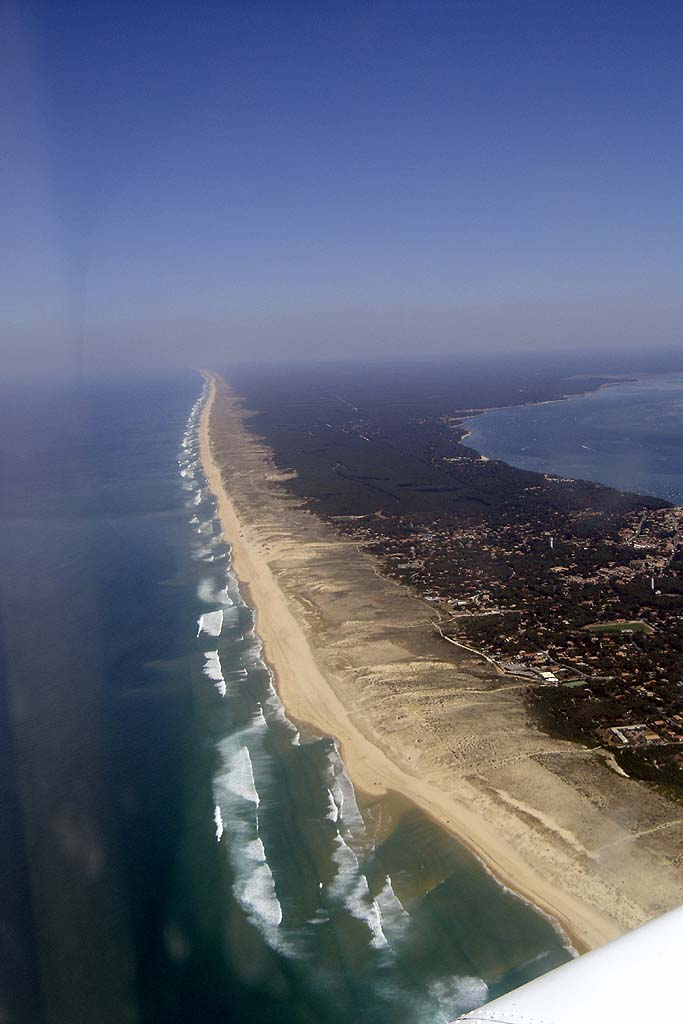
Küste im Département Gironde

Das Seeklima ist bestimmend für das Département Gironde: milde Winter (zwischen 5 und 7 °C) und noch ertragbare Sommertemperaturen (19–21 °C) bei über alle Jahreszeiten hin verteiltem (Niesel)Regen, wobei während des Winters die höchste Niederschlagsmenge gemessen wird.
Bordeaux hat eine durchschnittliche jährliche Niederschlagsmenge von 820 mm, Lacanau von 935 mm und Coutras im Landesinnern von 768 mm. Die Niederschlagsmenge ist am höchsten in der von Wald bedeckten Fläche.
Die Winde kommen aus südwestlicher bzw. nordwestlicher Richtung.
Die Sonneneinstrahlung ist besonders entlang der Küste, an der Girondemündung und am Becken von Arcachon intensiv.
Messstation: Cap-Ferret am Bassin d’Arcachon, 700 Meter von Meer entfernt
| maritime Klimadaten              | J  | F   | M  | A  | M  | J  | J  | A  | S  | O  | N  | D   |
| -------------------------------- | -- | --- | -- | -- | -- | -- | -- | -- | -- | -- | -- | --- |
| mittlere Höchsttemperatur        | 10 | 11  | 14 | 16 | 19 | 22 | 25 | 25 | 23 | 19 | 14 | 11  |
| mittlere Tiefsttemperatur        | 4  | 5   | 6  | 8  | 11 | 14 | 16 | 16 | 15 | 11 | 7  | 5   |
| Anzahl sehr sonnige Tage         | 3  | 3,5 | 5  | 4  | 4  | 5  | 7  | 6  | 6  | 5  | 3  | 2,5 |
| Anzahl Tage mit bedecktem Himmel | 16 | 13  | 12 | 9  | 10 | 7  | 6  | 6  | 8  | 9  | 14 | 17  |
| Anzahl Regentage                 | 13 | 12  | 11 | 9  | 10 | 7  | 7  | 9  | 10 | 10 | 12 | 13  |
| Regenmenge in mm                 | 90 | 75  | 70 | 55 | 65 | 50 | 35 | 60 | 80 | 85 | 90 | 100 |
| Wassertemperatur in Küstennähe   | 12 | 11  | 12 | 13 | 15 | 18 | 20 | 21 | 20 | 18 | 16 | 13  |

Tage pro Jahr mit
- Regenfällen über 1 mm: 123
- Frost: 15
  - Erster Frost: Anfang Dezember
  - Letzter Frost: Anfang März
- Schnee: 2
- Gewitter: 18
- Hagel: 3

Stand 1991